# Kanton Vitré-Est
Vitré-Est is een voormalig kanton van het Franse departement Ille-et-Vilaine. Het kanton maakte deel uit van het arrondissement Fougères-Vitré. Het werd opgeheven bij decreet van 18 februari 2014 met uitwerking op 22 maart 2015.

## Gemeenten
Het kanton Vitré-Est omvatte de volgende gemeenten:
- Balazé
- Bréal-sous-Vitré
- La Chapelle-Erbrée
- Châtillon-en-Vendelais
- Erbrée
- Mondevert
- Montautour
- Princé
- Saint-M'Hervé
- Vitré (deels, hoofdplaats)